# Evan tout-puissant
Pour les articles homonymes, voir Evan.
Série
Bruce tout-puissant
(2003)
Pour plus de détails, voir Fiche technique et Distribution.
Evan tout-puissant ou Evan le Tout-Puissant au Québec (Evan Almighty) est un film de Tom Shadyac sorti en 2007.
Ce film est la suite indirecte de Bruce tout-puissant sorti en 2003, sans Jim Carrey dans le rôle principal, qui est remplacé par Steve Carell, qui reprend le rôle d'Evan Baxter, personnage qui apparaissait déjà dans le premier.
La chanson phare du film Ready For A Miracle, est interprétée par LeAnn Rimes.

## Synopsis
Élu au Congrès, l’ancien présentateur Evan Baxter quitte Buffalo pour s’installer avec sa famille dans la communauté de Prestige Crest, à Huntsville, en Virginie. Sa campagne promettait qu’il allait « changer le monde ». Evan prie Dieu de lui donner cette opportunité, tandis que son épouse Joan prie pour que leur famille se rapproche.
Dès son arrivée à Washington, Evan est invité à soutenir un projet de loi, le CINPLAN, présenté par le député Chuck Long. Peu après, des événements étranges surviennent : des terrains vacants sont achetés en son nom, des outils anciens et du bois de gopher lui sont livrés, des couples d’animaux le suivent partout, sa barbe et ses cheveux poussent à toute vitesse et le nombre 614 apparaît de manière récurrente. Evan comprend qu’il s’agit d’une référence au verset 14 du sixième chapitre de la Genèse, où Dieu ordonne à Noé de construire une arche. Dieu lui apparaît et lui annonce qu’un déluge arrive et qu’il doit, à son tour, construire une arche.
D’abord réticent, Evan se lance dans la construction, profitant de cette occasion pour passer du temps avec ses fils, tandis que Joan le pense sous le coup de la crise de la quarantaine. Son apparence de plus en plus extravagante fait de lui la risée du Congrès. Lors de la présentation du CINPLAN, Dieu le contraint à apparaître avec sa barbe et sa robe, et Long obtient sa suspension. Convaincue qu’il a perdu la raison, Joan quitte Evan avec les enfants. Mais Dieu, apparaissant à Joan sous les traits d’un serveur, la pousse à comprendre que cette épreuve est l’occasion de resserrer les liens familiaux. Elle revient alors aider Evan, et la famille achève la construction de l’arche.
Le 22 septembre, ses assistants découvrent que Long a bâti un barrage pour détourner l’eau et vendre les terrains de Prestige Crest, mais qu’il a économisé sur la sécurité. Lorsque l’arche est terminée, les animaux y embarquent. La police menace de la détruire, mais Evan comprend que le « déluge » annoncé viendra de la rupture du barrage. Celui-ci finit par céder et l’arche sauve les habitants, transportés par les flots jusqu’à Washington, où elle s’échoue devant le Capitole, interrompant le vote du CINPLAN. Evan accuse Long de négligence, ce qui entraîne une enquête et la suspension du projet de loi.
Evan est réintégré au Congrès, les animaux regagnent leurs habitats, et sa vie reprend normalement. Lors d’une randonnée familiale, Dieu lui réapparaît et lui affirme qu’il a bel et bien changé le monde en se rapprochant des siens, car la clé du changement réside dans un « Acte de Gentillesse Aléatoire ».
La scène finale, pendant le générique, montre Dieu ordonnant au public un onzième commandement : « Tu danseras », avant que les acteurs et l’équipe du film n’exécutent une danse collective sur Gonna Make You Sweat (Everybody Dance Now) de C+C Music Factory.

## Fiche technique
- Titre : Evan tout-puissant
- Titre original : Evan Almighty
- Réalisateur : Tom Shadyac
- Scénario : Steve Oedekerk, d'après une histoire de Steve Oedekerk, Joel Cohen et Alec Sokolow et les personnages de Steve Koren et Mark O'Keefe
- Musique : John Debney
- Photographie : Ian Baker
- Montage : Scott Glass
- Production : Gary Barber, Roger Birnbaum, Michael Bostick, Neal H. Moritz et Tom Shadyac ; Janet L. Wattles et Jason Wilson (associés) ; Gary Goetzman, Tom Hanks, Ilona Herzberg, Matt Luber et Dave Phillips (exécutifs)
- Sociétés de production : Spyglass Entertainment, Spyglass Entertainment, Shady Acres Entertainment, Relativity Media, Original Film et Columbia Pictures[2]
- Sociétés de distribution : Universal Pictures (États-Unis) • Paramount Pictures France (France)
- Budget : 200 millions de dollars (budget initial et effets visuels : 175 millions de dollars[3])
- Pays d'origine :  États-Unis
- Langue originale : anglais
- Genre : comédie, fantastique
- Durée : 96 minutes
- Dates de sortie en salles :
  - États-Unis : 22 juin 2007
  - Belgique : 4 juillet 2007 (Wilkinson American Movie Day) • 15 août 2007
  - Royaume-Uni : 12 juillet 2007 (Cambridge Film Festival) • 3 août 2007
  - France : 15 août 2007
  - Suisse[4] : 15 août 2007 (région francophone) • 16 août 2007 (région germanophone) • 28 septembre 2007 (région italienne)

## Distribution
- Steve Carell (VF : Maurice Decoster ; VQ : François Godin) : Evan Baxter
- Morgan Freeman (VF : Med Hondo ; VQ : Aubert Pallascio) : Dieu
- Lauren Graham (VF : Marie-Laure Beneston ; VQ : Valérie Gagné) : Joan Baxter
- Johnny Simmons (VF : Hervé Grull ; VQ : Nicolas Bacon) : Dylan Baxter
- Graham Phillips (VQ : Alexandre Bacon) : Jordan Baxter
- Jimmy Bennett (VQ : Léa Coupal-Soutière) : Ryan Baxter
- John Goodman (VF : Jacques Frantz ; VQ : Yves Corbeil) : le député Long
- Wanda Sykes (VF : Anne Jolivet ; VQ : Johanne Garneau) : Rita
- John Michael Higgins (VF : Pierre François Pistorio ; VQ : Pierre Auger) : Higgins
- Jonah Hill (VF : Charles Pestel ; VQ : Olivier Visentin) : Eugene
- Molly Shannon (VF : Danièle Douet ; VQ : Élise Bertrand) : Eve Adams, l'agent immobilier
- Harve Presnell : Le député Burrows
- Catherine Bell (VF : Virginie Méry ; VQ : Chantal Baril) : Susan Ortega
- Ed Helms : Ark Reporter
- Dean Norris : l'officier de police Collins
- Jon Stewart : lui-même
- Simon Helberg : Staffer

## Bande originale

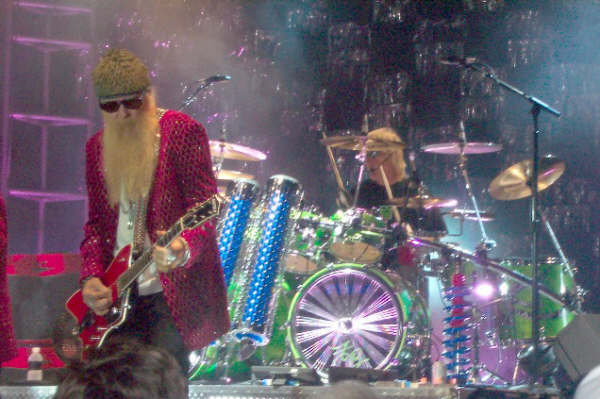
Le groupe texan ZZ Top interprète l'une des chansons du film, Sharp Dressed Man.

La chanson phare du film Ready For A Miracle, est interprétée par LeAnn Rimes. LeAnn Rimes Ready For A Miracle vidéo officielle Youtube.com
1. Ready for a Miracle (LeAnn Rimes)
2. One Love (Jo Dee Messina)
3. Have You Ever Seen the Rain? (John Fogerty)
4. Walk on Water (Blue County)
5. Spirit in the Sky (Plumb)
6. The Power of One (Bomshel)
7. Be the Miracle (Room for Two)
8. God Makes Stars (Hal Ketchum)
9. This Land Is Your Land (Mike Curb)
10. Never Give Up (Tracy Edmond)
11. Revolution (Blue County)[5]
12. Revolution (Stone Temple Pilots)
13. Sharp Dressed Man (Jo Dee Messina)
14. Sharp Dressed Man (ZZ Top)
15. Gonna Make You Sweat (Everybody Dance Now) (C+C Music Factory)
16. Have You Ever Seen the Rain? (Creedence Clearwater Revival)

## Accueil

### Accueil critique
Le film connaît un certain échec critique, étant même nommé pour le Razzie Award 2007 de la « pire pré-suite ou suite de film ».

### Box-office
Le film est un des plus gros échecs au box-office. Le film connaît un échec commercial en France avec à peine 200 000 entrées. Aux États-Unis, le succès est mitigé. Le film rapporte 100 millions de dollars aux États-Unis, et 24 millions de dollars dans les autres pays. Evan tout-puissant a donc représenté une perte de 76 millions de dollars pour la production.
- Mondial : 173 418 781 dollars [3]
- États-Unis : 100 462 298 dollars[3]
- France : 207 977 entrées [6]
- Suisse : 39 461 entrées[4]

## Distinctions

### Récompenses
- 2007 : Teen Choice Award du meilleur « cri dans un film » pour Steve Carell.

### Nominations
- 2007 : Teen Choice Award du meilleur acteur de comédie (pour Steve Carell), de la meilleure comédie, et du meilleur « pétage de plombs ».
- 2007 : MTV Movie Award du « meilleur film estival que vous n'avez pas encore vu ».
- 2008 : Golden Trailer Award de la meilleure affiche pour une comédie.
- 2008 : People's Choice Award du meilleur film familial.
- 2008 : Razzie Award de la « pire pré-suite ou suite de film ».
- 2008 : Young Artist Award du meilleur film familial et du meilleur second rôle masculin dans une comédie (pour Jimmy Bennett et Graham Phillips).

## Autour du film

### La genèse du film
Le scénario The Passion of the Ark écrit par Robert Florsheim et Josh Stolberg est acheté par Sony en 2004 pour une somme record de 2,5 millions de dollars, après avoir été également convoité par Columbia. Le réalisateur Tom Shadyac propose à Sony de s'inspirer de ce scénario pour faire une suite à Bruce tout-puissant avec Jim Carrey à nouveau dans le rôle principal. La réécriture du scénario, d'abord partielle, puis complète (le script original est ainsi totalement abandonné) est confiée à Steve Oedekerk, mais Carrey se retire du projet en 2005.
L'idée d'une suite, ou tout au moins d'une adaptation, est néanmoins maintenue, l'acteur Steve Carell acceptant de reprendre son rôle du présentateur Evan Baxter dans le premier opus, obtenant cette fois le rôle principal. C'est ainsi qu'au tout début de Evan tout-puissant, le présentateur Evan Baxter fait ses adieux au public pour se consacrer à une carrière politique, venant d'être élu député.

### L'arche d'Evan

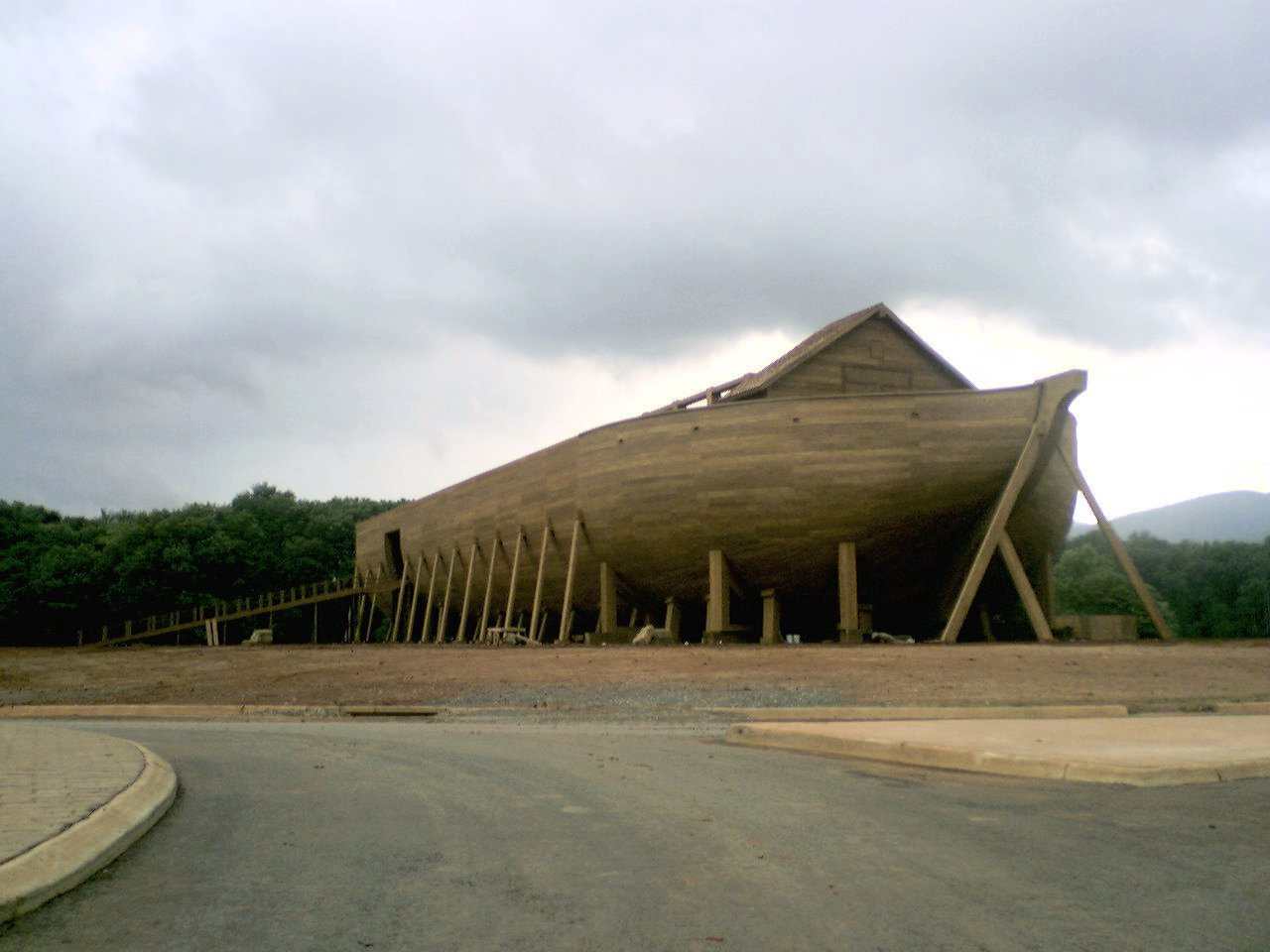
L'arche du film.

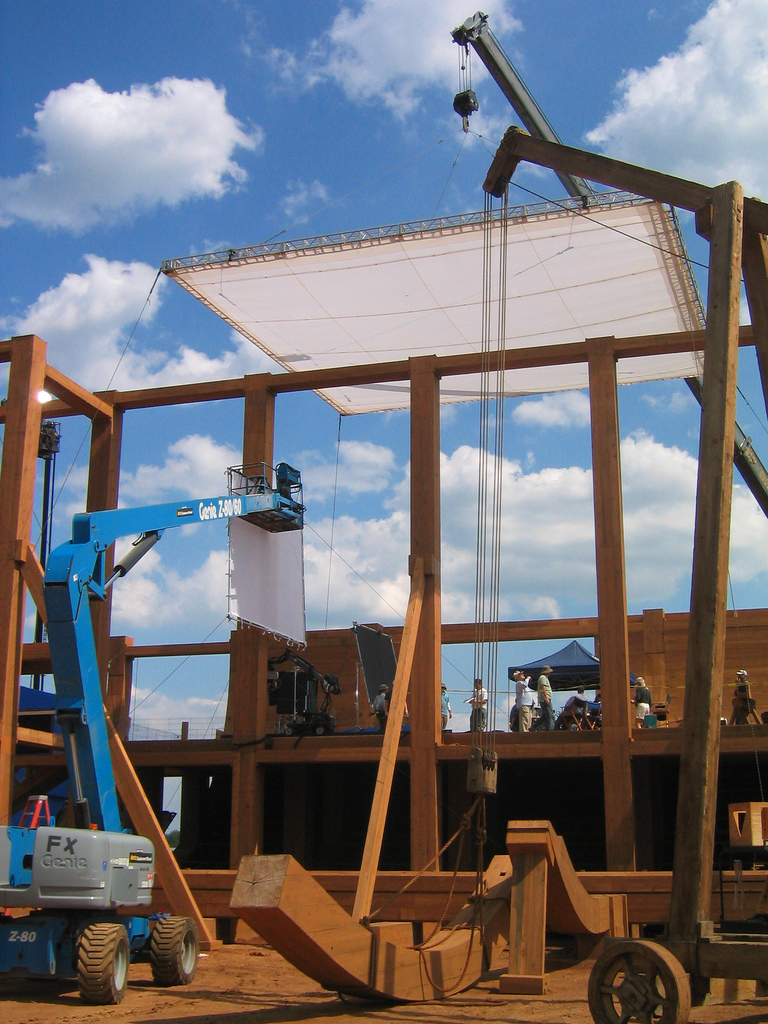
L'arche en construction sur le tournage du film.

La construction de l'arche est un véritable défi pour la production. Elle débute en janvier 2006 sur un terrain près de Crozet, dans l'État de Virginie. Elle devait avoir les mêmes dimensions que l'arche biblique, à savoir 140 m de long, 24 m de large et 16 m de haut. Les dimensions réelles sont finalement de 90 m de long, 25 m de large et 20 m de haut.
Pour son apparence, les décorateurs s'inspirent d'indications figurant dans la Genèse, mais aussi d'illustrations dans des livres pour enfants.
Cependant, l'arche ne sera jamais entièrement construite réellement. Seul un côté de l'arche sera terminé (tout comme ce fut le cas pour le Titanic de James Cameron en 1997), et de même le toit ne sera que partiellement construit et complété en studio grâce aux effets numériques.

### Les effets spéciaux
Deux compagnies sont sollicitées pour s'occuper des nombreux effets spéciaux du film : Rhythm and Hues Studios (R&H) pour les animaux et Industrial Light & Magic (ILM) pour la scène finale du déluge.
R&H conçoit trois cents couples d'animaux pour les scènes de l'arche, et une quinzaine pour des plans plus rapprochés. Pour les scènes où plusieurs espèces d'animaux apparaissent, il faut ajouter numériquement chaque animal, ce qui peut prendre plusieurs semaines.
La scène de l'aquarium dans le bureau du député Long utilise également de nombreux effets spéciaux. Il faut tout d'abord étudier les mouvements d'une dizaine d'espèces de poissons tropicaux afin de les reproduire fidèlement, puis leur mouvement devient de plus en plus irréaliste, en contrepoint à la prestation comique de Steve Carell.
Le déluge est un challenge pour ILM puisqu'il s'agit d'une scène particulièrement longue, se déroulant en pleine journée dans un environnement urbain. Leur expérience sur le film Poséidon l'année précédente s'avère très utile.

### Les animaux

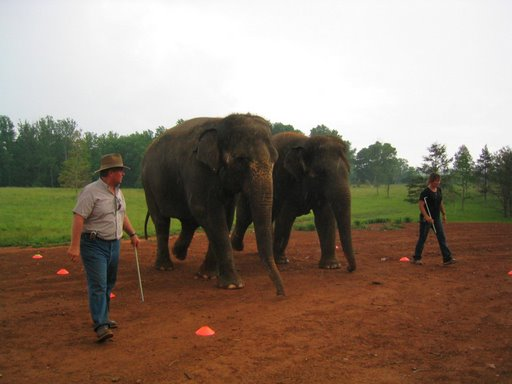
Les deux éléphantes entraînées pour le tournage.

177 espèces différentes sont utilisées pour le tournage. Dans certaines scènes, leur nombre apparaît plus important grâce aux effets spéciaux. La présence d'animaux sauvages demande un certain nombre de précautions. Ainsi, dans les scènes où les prédateurs sont censés apparaître à côté de leurs proies habituelles, il est fait appel à des effets spéciaux. De même pour la scène où deux lions protègent l'entrée du terrain où est construite l'arche : des lions en peluche ont été utilisés sur le tournage pour faciliter le jeu des acteurs, puis remplacés par de vrais lions grâce aux trucages.
Les animaux apparaissent généralement en couple. Cependant, pour certaines espèces, des animaux du même sexe sont utilisés : c'est le cas avec deux éléphantes (la présence d'un mâle étant jugée trop risquée), et à l'inverse deux girafes mâles, peu enclins à se disputer.

### L'environnement
De même que l'histoire du film est un plaidoyer pour la préservation de nos ressources naturelles, pillées par des agents immobiliers sans scrupules (un ressort dramatique très courant dans le cinéma hollywoodien), le tournage du film se fait dans un souci de protection de l'environnement.
Ainsi, les émissions de carbone causées par l'équipe de tournage sont calculées par un organisme spécialisé, et plus de 2 000 arbres sont plantés en Californie et en Virginie pour compenser les émissions.
Le réalisateur fournit également des vélos aux membres de l'équipe de tournage pour leurs déplacements à travers les décors, limitant ainsi l'utilisation des véhicules.
Lorsque l'arche est démontée après le tournage, et dans un souci de préservation de l'environnement, une grande partie des matériaux sont légués à l'organisation Habitat for Humanity International afin d'aider à construire des habitats pour des personnes défavorisées.

### Les références à la Bible
De nombreuses références à la Bible sont faites tout au long du film, de façon plus ou moins apparente :
- La plaque minéralogique du hummer d'Evan est GEN 614. Dans la Genèse 6.14, il est dit : « Fais-toi une arche de bois de gopher. Tu feras l'arche avec des loges, et tu l'enduiras de poix en dedans et en dehors. »
- L'agente immobilière s'appelle Eve Adams, tout comme Adam et Ève.
- La première livraison de bois est faite par « Alpha and Omega Hardware ». Dans l'Apocalypse, Dieu dit : « Je suis l'Alpha et l'Oméga, le début et la fin ».
- Lorsque Dieu apparaît à l'arrière de la voiture d'Evan, celui-ci est effrayé et Dieu lui répond que c'est le début de la sagesse, une référence au Livre des Proverbes, chapitre 1.7 : « La crainte du Seigneur est le commencement de la connaissance. »

### Budget

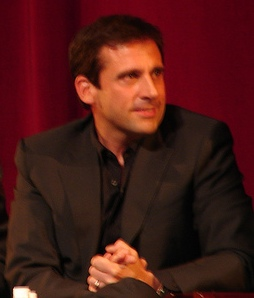
Steve Carell (Evan Baxter)
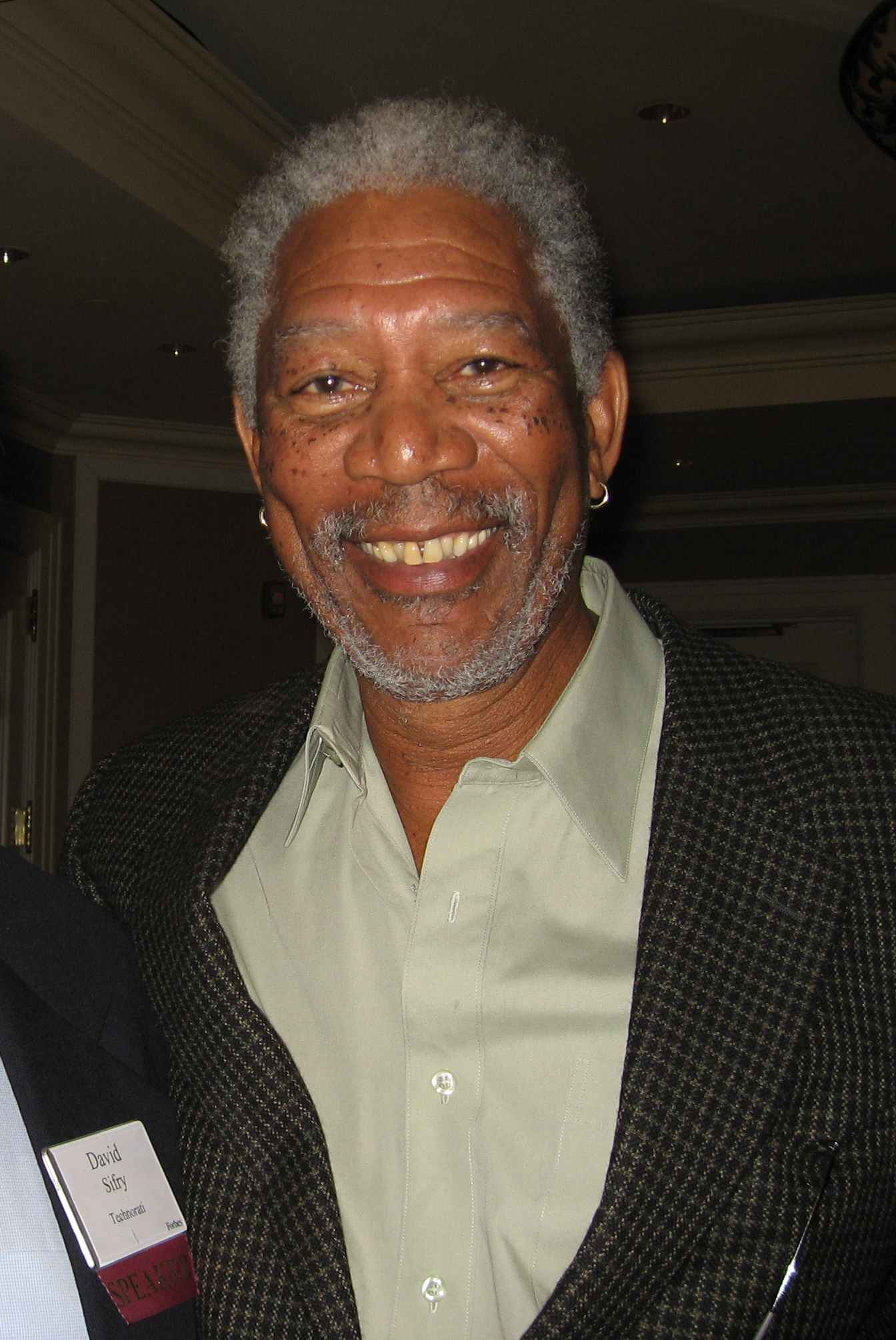
Morgan Freeman (Dieu)
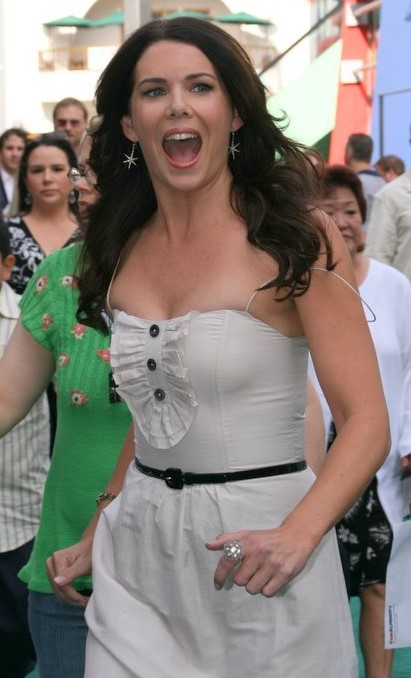
Lauren Graham (Joan Baxter)
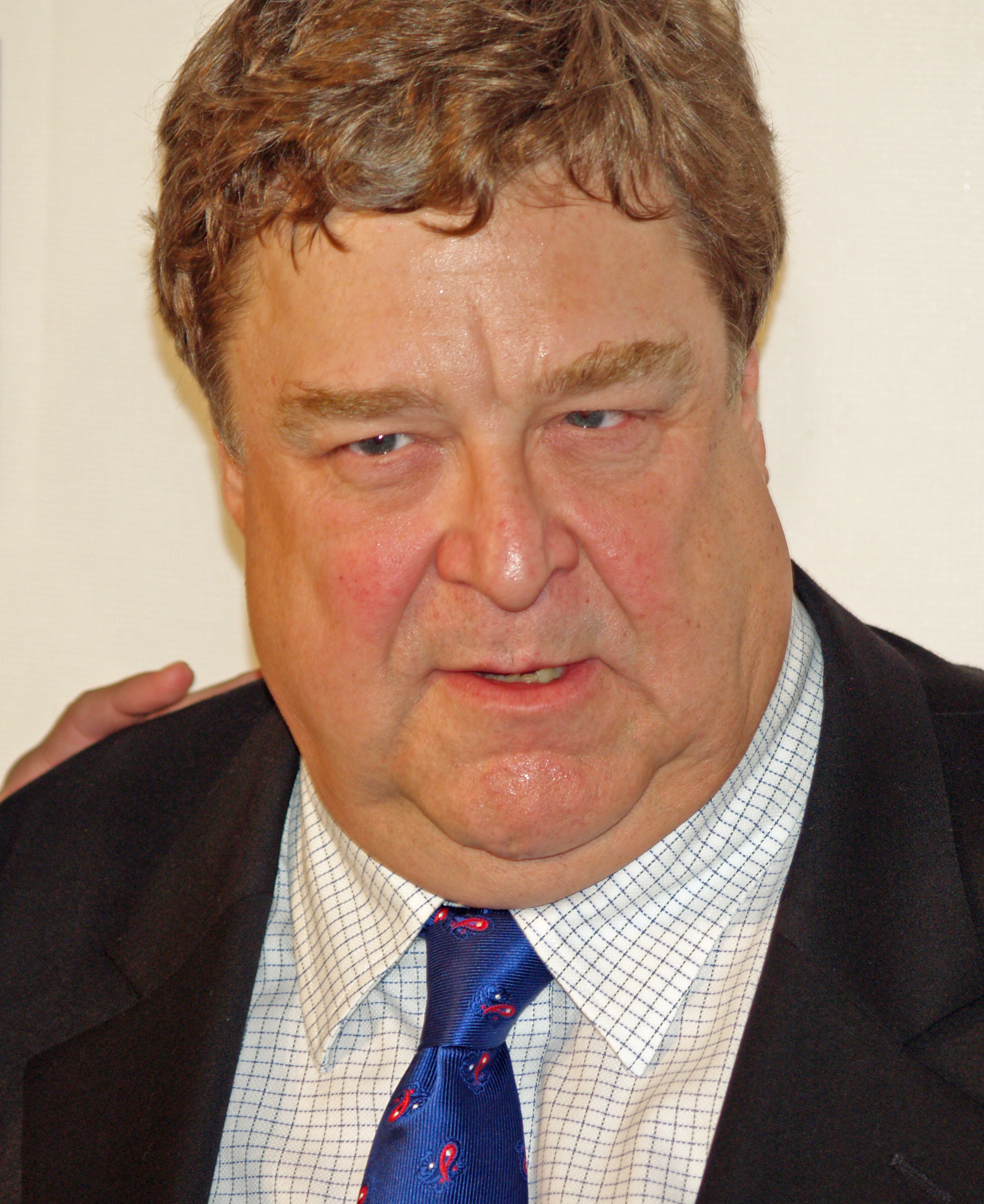
John Goodman (le député Long)